# Segnos
Os Segnos (em latim Segni) eram um pequeno povo celta situado ao nordeste da Gália (Gália Belga como atestado pela antiga terminologia romana), seu território se confrontava com o rio Ourthe. Eles tinham como seus principais vizinhos os Condrusos, os Eburões e os Tréveros. Eles nos são conhecidos pela menção que deles faz Júlio César, relativamente aos Condrusos e que os coloca entre os Eburões e os Tréveros.

## História
Júlio César se refere a eles Ele se refere a eles no âmbito da resistência de Ambiorix, relacionando-os aos povos germânicos que haviam participado da embaixada enviada a ele [Júlio César], dizendo que não os contasse entre seus inimigos, pois não partilhavam dos ideais comuns às outras tribos. César respondeu que assim o faria se eles lhes entregasse os Eburões que haviam se refugiado em seu território. Se isso fosse feito, não os tomaria por inimigos e seu território não seria invadido.
Uma cidade moderna chamada "Signei" ou "Sinei", na região de Condroz, próxima a Namur, tem seu nome derivado desta tribo. Muitos historiadores acham que a pequena cidade de "Sougné" na Bélgica, foi a antiga capital dos Segnos.